# هویت ویژه
هویت ویژه (به انگلیسی: Special ID) یک فیلم اکشن چینی محصول سال ۲۰۱۳ به کارگردانی کلارنس فوک و با بازی دانی ین است.

## خلاصه داستان فیلم
یک پلیس و تیمی از همکارانش به صورت مخفی وارد یک گروه خلافکار می‌شوند تا رئیس آن را متوقف سازند. اما طولی نمی‌کشد که هویت آن‌ها یکی پس از دیگری لو می‌رود.

## بازیگران
- دانی ین به عنوان دراگون چان
- جینگ تیان به عنوان نیش جینگ
- اندی آن عنوان آفتابی
- ژانگ هانیو به عنوان تیغه
- رونالد چنگ به عنوان کاپیتان چونگ
- کالین چو به عنوان آویز
- پاو هی به عنوان خواهر ایمی، مادر چان
- یانگ به عنوان کاپیتان لی پنگ
- باران لاو به عنوان مری
- کن لو به عنوان برادر بائو
- فرانکی نگ به عنوان بازیکن فال ماهجونگ
- چی داجی
- ترنس یین به عنوان دستیار سانی[۳][۴]